# Clarence Brown
Clarence Brown (Clinton, Massachusetts, 10 de maig de 1890 - Santa Monica, Califòrnia, 17 d'agost de 1987) fou un director de cinema estatunidenc. Va ser nominat sis vegades als Premis Oscar en la categoria de millor director, sense que pogués guanyar en cap ocasió.

## Biografia
Fill d'un productor de cotó, Clarence va haver de traslladar amb la seva família al sud dels Estats Units. Poc després, aniria a la Universitat de Tennessee, graduant-se com a enginyer als 19 anys. La seva fascinació pels cotxes el va portar a treballar a la Stevens-Duryea Company, i va arribar a crear la seva pròpia companyia de venda de cotxes de segona mà, la Brown Motor Car Company a Alabama. El 1913, abandonaria la seva carrera com a empresari automobilístic per la indústria cinematogràfica. En els seus inicis, va ser acomiadat de la Peerless Studio situades a Fort Lee (Nova Jersey), i treballaria a les ordres del cineasta francès Maurice Tourneur com a ajudant de direcció.
Després de servir a la Primera Guerra Mundial, Brown faria la seva primera codirecció amb Tourneur al film The Great Redeemer. L'any següent, va haver de fer-se càrrec de The Last of the Mohicans després que Tourneur tingués un accident que el va absentar del rodatge.
Brown va fitxar per la Universal el 1924, i posteriorment per la MGM, on estaria fins a mitjan dècada dels 50. A la MGM seria un dels directors més reconeguts, dirigint les grans estrelles de la companyia (Joan Crawford i Greta Garbo) en cinc ocasions. Fins i tot, Garbo el va nomenar el seu director favorit.
El cineasta va saber proveir a les seves estrelles d'un enorme instint d'interpretació i normalment acceptava els suggeriments dels actors en les escenes. Això va fer que les seves pel·lícules estiguessin assortides de diàlegs naturals, posant l'accent en els ritmes adients en cada escena.
Brown es va retirar a principis dels 50, morint el 1987 a l'edat de 97 anys. Hi ha un Clarence Brown Theater, situat al campus de la Universitat de Tennessee, on va estudiar.

## Filmografia
- The Great Redeemer (1920)

- The Last of the Mohicans (1920)
- The Foolish Matrons (1921)
- The Light in the Dark (1922)
- Don't Marry for Money (1923)
- The Acquittal (1923)
- The Signal Tower (1924)
- Butterfly (1924)
- L'àguila (1925)
- The Goose Woman (1925)
- Smouldering Fires (1925)
- Flesh and the Devil (1926)
- Kiki (1926)
- A Woman of Affairs (1928)
- The Trail of '98 (1929)
- Navy Blues (1929)
- Wonder of Women (1929)
- Anna Christie (1930)
- Romance (1930)
- Inspiration (1931)
- Possessed (1931)
- A Free Soul (1931)
- Emma (1932)
- Letty Lynton (1932)
- The Son-Daughter (1932)
- Looking Forward (1933)
- Night Flight (1933)
- Sadie McKee (1934)
- Chained (1934)
- Ah, Wilderness! (1935)
- Anna Karenina (1935)
- Wife vs. Secretary (1935)
- The Gorgeous Hussy (1936)
- Conquest (1937)
- Of Human Hearts (1938)
- Idiot's Delight (1939)
- The Rains Came (1939)
- Edison, the Man (1940)
- Come Live with Me (1941)
- They Met in Bombay (1941)
- The Human Comedy (1943)
- The White Cliffs of Dover (1944)
- National Velvet (1944)
- El despertar (The Yearling) (1946)
- Song of Love (1947)
- Intruder in the Dust (1949)
- To Please a Lady (1950)
- Angels in the Outfield (1951)
- When in Rome (1952)
- Plymouth Adventure (1952)